# Урсоая-Ноуе
Урсоая-Ноуе (рум. Ursoaia Nouă) — село в Молдові в Каушенському районі. Входить до складу комуни, центром якої є село Тенетарій-Ной.